# Antonio Cermeño
Pour les articles homonymes, voir Cermeno.
Antonio Cermeño est un boxeur vénézuélien né le 6 mars 1969 et mort le 25 février 2014.

## Carrière
Passé professionnel en 1990, il devient champion du monde des poids super-coqs WBA le 13 mai 1995 après sa victoire aux points contre Wilfredo Vázquez. Après 7 défenses de son titre, Cermeno le laisse vacant en septembre 1997 pour boxer en poids plumes. Malgré une première défaite pour le titre WBA concédée à Freddie Norwood, il bat à sa 2e tentative Genaro Rios le 3 octobre 1998 par KO à le 4e reprise. Il met un terme à sa carrière en 2006 sur un bilan de 45 victoires et 7 défaites.
Il est retrouvé mort, assassiné après avoir été enlevé à Caracas au Venezuela. Son corps est retrouvé sans vie dans une rue de Barlovento à côté de Caucagua dans l'État de Miranda.